# Heidi Zurbriggen
Pour les articles homonymes, voir Zurbriggen.
Heidi Zurbriggen, née le 16 mars 1967 à Saas-Almagell, est une skieuse suisse, double médaillée d'argent aux Championnats du monde de ski alpin et victorieuse de trois descentes en Coupe du monde de ski alpin. Elle a mis fin à sa carrière sportive à la fin de la saison 1998.
Son frère Pirmin fut le meilleur skieur suisse des années 1980. Son neveu Elia et son cousin éloigné Silvan sont également skieurs actifs en coupe du monde.

## Palmarès

### Jeux olympiques
| Édition / Épreuve   | Descente | Super-G | Slalom géant |
| ------------------- | -------- | ------- | ------------ |
| JO 1992 Albertville | 10e      | -       | -            |
| JO 1994 Lillehammer | 22e      | -       | -            |
| JO 1998 Nagano      | 12e      | 21e     | 6e           |

### Championnats du monde
| Édition / Épreuve           | Descente | Super-G | Slalom géant | Combiné |
| --------------------------- | -------- | ------- | ------------ | ------- |
| Mondiaux 1987 Crans-Montana | 14e      | -       | -            | -       |
| Mondiaux 1989 Vail          | 4e       | 12e     | 11e          | -       |
| Mondiaux 1991 Saalbach      | -        | -       | -            | 6e      |
| Mondiaux 1993 Morioka       | 24e      | 9e      | 21e          | -       |
| Mondiaux 1996 Sierra Nevada | 14e      | Argent  | 16e          | -       |
| Mondiaux 1997 Sestrières    | Argent   | 11e     | 13e          | -       |

### Coupe du monde
- Meilleur classement au général : 6e en 1996-1997.
- 3 victoires en course (3 en descente).

| Saison/Classement | Général | Général | Descente | Descente | Super-G | Super-G | Slalom géant | Slalom géant | Combiné | Combiné |
| Saison/Classement | Class.  | Points  | Class.   | Points   | Class.  | Points  | Class.       | Points       | Class.  | Points  |
| ----------------- | ------- | ------- | -------- | -------- | ------- | ------- | ------------ | ------------ | ------- | ------- |
| 1984-1985         | 66e     | 8       | -        | -        | -       | -       | 30e          | 8            | -       | -       |
| 1986-1987         | 38e     | 25      | 13e      | 25       | -       | -       | -            | -            | -       | -       |
| 1987-1988         | 85e     | 4       | 37e      | 4        | -       | -       | -            | -            | -       | -       |
| 1988-1989         | 12e     | 86      | 9e       | 41       | 10e     | 18      | 22e          | 12           | 7e      | 15      |
| 1989-1990         | 23e     | 62      | 15e      | 19       | 15e     | 19      | 24e          | 10           | 8e      | 14      |
| 1990-1991         | 38e     | 41      | 18e      | 20       | 17e     | 15      | -            | -            | 13e     | 6       |
| 1991-1992         | 9e      | 621     | 5e       | 277      | 13e     | 127     | 18e          | 120          | -       | -       |
| 1992-1993         | 15e     | 469     | 10e      | 255      | 9e      | 159     | 24e          | 55           | -       | -       |
| 1993-1994         | 27e     | 264     | 19e      | 100      | 8e      | 159     | 53e          | 5            | -       | -       |
| 1994-1995         | 15e     | 503     | 8e       | 252      | 3e      | 251     | -            | -            | -       | -       |
| 1995-1996         | 7e      | 785     | 3e       | 449      | 7e      | 243     | 18e          | 93           | -       | -       |
| 1996-1997         | 6e      | 785     | 2e       | 466      | 11e     | 155     | 11e          | 164          | -       | -       |
| 1997-1998         | 10e     | 561     | 7e       | 185      | 8e      | 196     | 12e          | 149          | -       | -       |

| Saison / Épreuve | Descente                             | Total |
| ---------------- | ------------------------------------ | ----- |
| 1995-1996        | Kvitfjell                            | 1     |
| 1996-1997        | Bad Kleinkirchheim Cortina d'Ampezzo | 2     |
| Total            | 3                                    | 3     |

### Arlberg-Kandahar
- Meilleur résultat : 14e place dans la descente 1993-1994 à Sankt Anton